# Fards

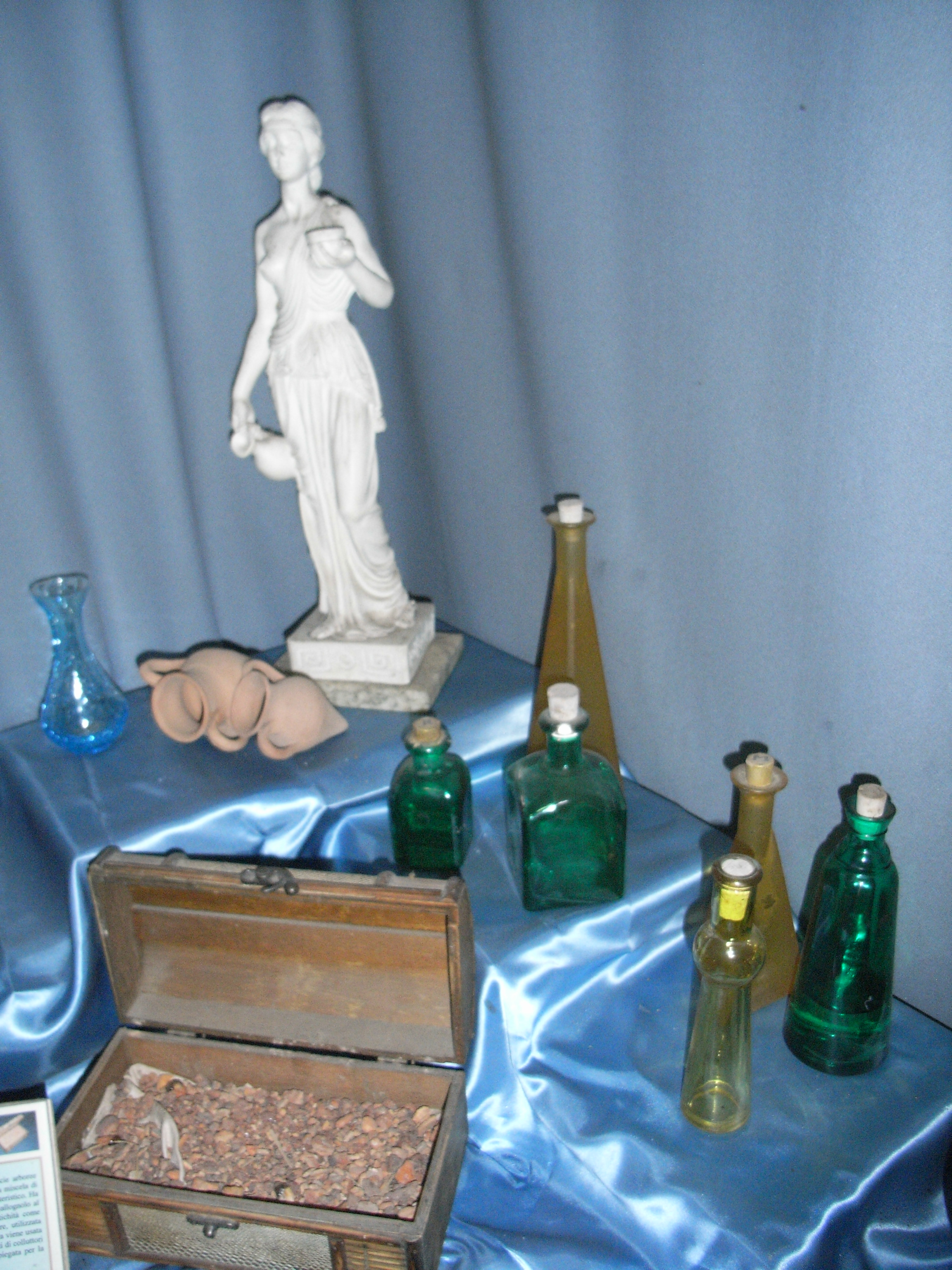
Amphores, de l'huile corporelle parfumée, des flacons de parfum (unguentarium), des pétales de rose et une figurine, tous issus de la Rome antique.

Medicamina Faciei Femineae (Les Fards ou Soins du visage féminin) est un poème didactique écrit en distiques élégiaques par le poète romain Ovide. Dans la centaine de vers connus, Ovide défend l'utilisation des produits cosmétiques par les femmes romaines et propose cinq recettes de soins du visage. D’autres auteurs condamnaient à l’époque l’usage des cosmétiques par les femmes.

## Contexte
Le titre et la date approximative du poème sont connus grâce à une brève mention dans une autre œuvre d'Ovide, Ars Amatoria : dans le troisième livre le poète déclare avoir déjà écrit « un petit livre sur les cosmétiques ». Le Medicamina doit donc être antérieur au troisième livre d'Ars Amatoria, dont la composition a été placée entre 1 av. J.-C. et 8 apr. J.-C., année de l'exil d'Ovide. Seuls cent vers sont connus sur une estimation de cinq à huit cents vers originaux. Ceux-ci se répartissent parfaitement en sections, chacune longue de cinquante vers exactement. La première section est une introduction élaborée dans laquelle Ovide présente et défend son sujet ; la seconde comprend cinq recettes de soins cosmétiques qui incluent des ingrédients communs et des mesures précises.

## Forme
Le poème est la première tentative d'élégie didactique d'Ovide. Ce genre poétique, perfectionné par Ovide dans son Ars Amatoria, est un curieux amalgame du ton moralisateur et pédagogique de la poésie didactique et du sujet frivole communs à l'élégiaque latin. Dans le premier exemple connu de poésie didactique, Les Travaux et les Jours, le Grec Hésiode exhorte un frère dissolu à mener une vie de travail honnête. Des siècles plus tard, en 29 av. J.-C., le poète romain Virgile, s'inspirant en partie d'Hésiode, publie les Géorgiques, un ouvrage dont le but apparent est de fournir des conseils sur l'agriculture. Ovide, écrivant une génération plus tard pour un public duquel les Géorgiques étaient bien connus, utilise le langage sobre de Virgile pour expliquer aux femmes « quels soins peuvent améliorer votre apparence et comment votre beauté peut être préservée ». Plutôt que d'utiliser les hexamètres dactyliques d'Hésiode et de Virgile, Ovide formule ses conseils dans des distiques élégiaques, le mètre traditionnel de la poésie amoureuse. Le contraste du ton sérieux et de la mesure légère transforme le Medicamina Faciei Femineae en une parodie des Géorgiques de Virgile.

## Contenu
Avant d’entrer dans les détails de la cosmétique romaine antique, Ovide met l’accent sur les manières comme un élément intemporel de la beauté et de l’attractivité.
Dans la seconde moitié du Medicamina Faciei Femineae, Ovide montre sa maîtrise de poète en réécrivant en vers un manuel pratique rempli de détails techniques. Malgré le caractère facétieux de l'introduction, les cinq recettes qui subsistent de l'ouvrage semblent être de véritables traitements cosmétiques, ou du moins plausibles. Un exemple représentatif est le mélange d'orge, de vicia, d'œuf, de  moelle de cerf, de bulbe de narcisse, de gomme, d'épeautre toscan et de miel. Ovide promet que le visage de toute femme qui utilise cette concoction « brillera et sera plus lisse que son propre miroir ».
La majorité des ingrédients prescrits par Ovide sont effectivement des traitements efficaces pour la peau, et plusieurs, comme la farine d'avoine, le germe de blé et le blanc d'œuf, sont encore utilisés aujourd'hui dans la fabrication de cosmétiques et de produits pharmaceutiques. Sur ce point, Ovide contraste favorablement avec le naturaliste romain Pline l'Ancien, dont le traitement succinct des remèdes pour le visage comprend souvent des ingrédients exotiques, toxiques ou dégoûtants.